# 保加利亞維茲航空
保加利亞維茲航空（Wizz Air Bulgaria）是一家總部位於保加利亞首都索菲亞的航空公司，於2005年成立，2011年結業而併入維茲航空，它為維茲航空的子公司。

## 航點
| 旗幟 | 城市   | 國家     | 機場名稱   | 備註     |
|      | 索菲亞 | 保加利亞 | 索菲亞機場 | 樞紐機場 |

## 外部連結
- 維茲航空官方網站（页面存档备份，存于）